# Għar Dalam
Għar Dalam (litt. : « la grotte obscure ») est une grotte et un site préhistorique situé près de la ville de Birżebbuġa, dans le Sud-Est de l'ile de Malte.

## Historique
En 1865, Arturo Issel (1842-1922), géologue génois, à la recherche de la présence d’une colonisation humaine de Malte au Paléolithique, y découvre un gisement important d’ossements animaux fossiles. Une trentaine de squelettes d’animaux sont identifiés pendant les campagnes de fouilles de 1885 à 1892, de 1914 à 1917 et de 1934 à 1936, mais aucun os ou partie de squelette humain n’est mis au jour. Pourtant en 1917 deux molaires humaines sont découvertes au plus profond de Għar Dalam. En 1920 deux paléoanthropologues britanniques les attribuent à l’Homme de Néandertal, mais des datations plus récentes (1964) les attribuent à l'Homme moderne. Cependant, selon le chercheur maltais Anton Mifsud, au moins une des dents trouvées sur le site de Għar Dalam montre tous les traits anatomiques caractéristiques et exclusifs des molaires néandertaliennes, ce qui soutient très fortement la classification néandertalienne de l'individu à qui appartenait cette molaire, repoussant ainsi la présence humaine dans cette grotte et sur l'ile à au moins 35 000 ans avant le présent.

## Description
La grotte mesure 140 m de long sur 10 m de large en moyenne.

## Datations
Les premières estimations faisaient remonter les couches inférieures du dépôt sédimentaire à plus de 500 000 ans. Les dernières estimations du docteur George Zammit Maempel, conservateur du site, font état d’une ancienneté de 125 000 à 130 000 ans pour la couche inférieure de l’hippopotame, de 18000 av. J.-C. pour la couche intermédiaire du cerf et de 5400 av. J.-C. pour la plus ancienne des couches supérieures.

## Stratigraphie

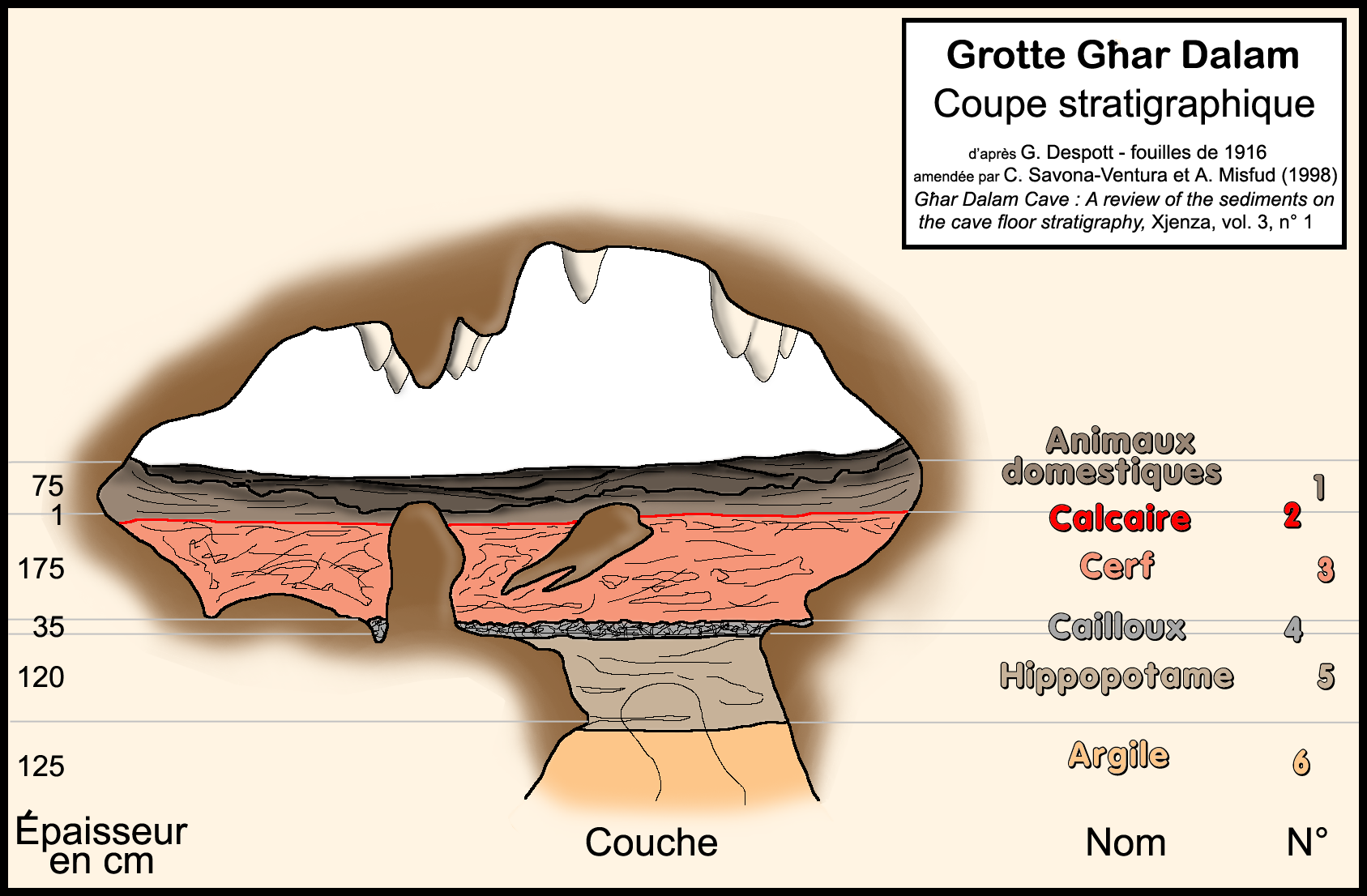
Coupe stratigraphique de la grotte de Għar Dalam.

Plus de 5 m de dépôts sont divisés en 6 couches bien identifiées :
- couche 6, dite couche d’argile. D’une épaisseur moyenne de 125 cm, elle ne comprend aucun reste animal mais uniquement des empreintes de végétaux ;
- couche 5, dite couche de l’hippopotame. D’une épaisseur moyenne de 120 cm, elle recèle principalement des ossements d’hippopotames nains de l’espèce Hippopotamus melitensis, d’éléphants nains des espèces Elephas falconeri et Elephas melitensis [E] ainsi que de grands loirs de l’espèce Leithia melitensis ;
- couche 4, dite couche de cailloux. D’une épaisseur de 35 cm, cette couche, comprenant des cailloux et des petits rochers, est un bon indicateur du régime karstique de la grotte ;
- couche 3, dite couche du cerf. D’une épaisseur de 175 cm, elle inclut des ossements de cerf nain de l’espèce Cervus elaphus, des petits carnivores comme l’ours brun Ursus arctos, le renard roux Vulpes vulpes, le loup Canis lupus, la loutre Lutra euxena, le campagnol, ainsi que le cygne géant Cygnus falconeri, la chauve-souris ou la tortue géante ;
- couche 2, plancher stalagmitique d’une épaisseur inférieure à 1 cm ;
- couche 1, dite couche des animaux domestiques. D’une épaisseur moyenne de 75 cm, cette couche est représentative des premières installations humaines du Néolithique. Elle contient des morceaux de poterie, des silex, des outils lithiques, des ornements ou des amulettes et des restes d’animaux domestiques comme le cheval, le bœuf, le mouton ou la chèvre.